# Nausithoe globifera
Nausithoe globifera är en manetart som beskrevs av Hjalmar Broch 1914. Nausithoe globifera ingår i släktet Nausithoe och familjen Nausithoidae. Inga underarter finns listade i Catalogue of Life.